# 滋賀県立瀬田高等学校
滋賀県立瀬田高等学校（しがけんりつ せたこうとうがっこう, Shiga Prefectural Seta High School）とは、かつて滋賀県大津市神領にあった県立定時制高等学校。
滋賀県立瀬田工業高等学校と同じ校地を共有していた。

## 概要
1939年（昭和14年）開校の「滋賀県立瀬田工業学校」に設置された第二本科（夜間部）を前身とする。1948年（昭和23年）に新制高等学校の「滋賀県立瀬田高等学校」（現在の滋賀県立瀬田工業高等学校）が同一敷地内に発足した。当校は滋賀県立瀬田工業高等学校との併合を行うため、2017年（平成29年）3月31日をもって閉校した。なお、滋賀県が発表した資料、『滋賀県立高等学校再編計画の実施状況について』には、統合のねらいとして「全日制・定時制を併置した工業学科として、両校が持つノウハウの蓄積や施設・ 設備を有効に活用し、専門学科としての教育内容の充実を図る」と記されている（原文ママ）。

## 沿革

### 旧制・工業学校
- 1938年（昭和13年）12月13日 - 「滋賀県立瀬田工業学校」の設立が認可される。
- 1939年（昭和14年）
  - 3月31日 - 「滋賀県立瀬田工業学校第二本科」（夜間部）の設立が認可される。 機械科と電気科の2学科を設置。
  - 4月8日 - 瀬田尋常高等小学校を仮校舎として開校式と入学式を挙行。
  - 4月22日 - 第二本科（夜間部）の第1回入学式を挙行。
- 1940年（昭和15年）9月2日 - 校舎が完成し、瀬田尋常高等小学校の仮校舎から移転を完了。
- 1944年（昭和19年）3月23日 - 第二本科が廃止され、「滋賀県立第二瀬田工業学校」（夜間部）が併置される。

### 新制・工業高等学校
- 1948年（昭和23年）4月1日 - 学制改革により瀬田工業学校は廃止され、新制高等学校「滋賀県立瀬田高等学校」（後の「滋賀県立瀬田工業高等学校」）が発足。
  - 同時に、併置されていた第二瀬田工業学校は新制高等学校「滋賀県立瀬田高等学校 第二部」（夜間部）に改組される。
- 1949年（昭和24年）4月1日 - 滋賀県立瀬田高等学校と滋賀県立草津高等学校が統合され、「滋賀県立湖南高等学校 瀬田校舎」となる。
  - 第二部（夜間部）は「滋賀県立湖南高等学校 瀬戸校舎 定時制課程」となる。
- 1951年（昭和26年）4月1日 - 統合が解消され、「滋賀県立瀬田高等学校 定時制課程」となる。
- 1953年（昭和28年）4月1日 - 短期産業教育課程（夜間部・修業年限2年）を設置。
- 1954年（昭和29年）8月26日 - 火災により、生徒控室と食堂以外を焼失。
- 1955年（昭和30年）
  - 3月31日 - 短期産業教育課程が廃止される。
  - 4月1日 - 「滋賀県立瀬田工業高等学校 定時制課程」となる。
- 1956年（昭和31年）6月4日 - 新校舎が完成。
- 1958年（昭和33年）4月1日 - 化学工業科を設置。
- 1967年（昭和42年）12月26日 - 定時制課程の化学工業科の募集を停止。
- 1968年（昭和43年）3月28日 - 新体育館が完成。
- 1969年（昭和44年）4月1日 - 滋賀県立瀬田工業高等学校から定時制課程が分離し、「滋賀県立大津東工業高等学校」として独立。
- 1970年（昭和45年）
  - 1月1日 - 「滋賀県立瀬田高等学校」に改称。
  - 10月30日 - 食堂等鉄筋コンクリート造3階建て校舎が完成。
- 1974年（昭和49年）
  - 11月1日 - 専用教室鉄筋コンクリート造4階建て校舎が完成。
  - 12月1日 - クラブ部室が完成。
- 1982年（昭和57年）
  - 3月31日 - 校門と前庭整備工事が完了。
  - 10月1日 - 新実習工場と同窓会館が完成。
- 1985年（昭和60年）9月1日 - パソコン室を設置。
- 1992年（平成4年）12月25日 - CAD室を設置。
- 1996年（平成8年）4月1日 - 2学期制を実施。
- 2001年（平成13年）
  - 4月1日 - 聴講制度を導入。
  - 11月14日 - 滋賀県立草津高等技術専門校との間に技能連携制度が導入される。
- 2005年（平成17年）4月1日 - 単位制課程（一部フレックス制・類型別選択制）を設置。
- 2006年（平成18年）9月4日 - 製図室の改修移転工事が完了。
- 2007年（平成19年）3月15日 - マルチメディア実習室とネットワーク実習室が完成。
- 2012年（平成24年）1月31日 - 耐震工事が完了。
- 2015年（平成27年） - 学生の新規募集を停止[1][資料補足 2]。
- 2017年（平成29年）3月31日 - 滋賀県立瀬田工業高校と併合される形で閉校。

## 校歌
- 作詞 - 園脩、作曲 - 楠芳文

## 設置学科
- 機械電気科

## 部活動
- 運動部 - 卓球、バスケットボール、バドミントン、サッカー、野球、剣道
- 文化部 - 自動車、イラスト

## アクセス
バス
- JR琵琶湖線（東海道本線）石山駅または京阪石山坂本線京阪石山駅
  - 帝産湖南交通「橋本」停留所下車[2]。
  - 近江鉄道バス「橋本」停留所または「瀬田高校前」停留所下車[2]。    - 当校が閉校となった後も、「瀬田高校前」停留所はそのまま残っている[3]。

徒歩
- 京阪石山坂本線唐橋前駅から徒歩約11分[4]。

#### 本文
1. 1 2  “滋賀県立高等学校再編計画の実施状況について” (PDF).   滋賀県. 2020年12月24日時点のオリジナルよりアーカイブ。2023年10月13日閲覧。
2. 1 2  “アクセス”.   滋賀県立瀬田工業高等学校. 2023年6月1日時点のオリジナルよりアーカイブ。2023年10月13日閲覧。 “（滋賀県立瀬田工業高等学校 旧公式サイトで代用）”
3. ↑  “近江鉄道大津営業所バス路線図” (PDF).   近江鉄道グループ. 2022年11月15日時点のオリジナルよりアーカイブ。2023年10月13日閲覧。
4. ↑  “滋賀県立瀬田工業高校のアクセス”. NAVITIME.   ナビタイムジャパン. 2024年7月15日閲覧。 “（同一敷地内にある「滋賀県立瀬田工業高校」へのアクセス情報で代用）”

#### 資料補足
1. ↑  『滋賀県立高等学校再編計画の実施状況について』 6ページより。
2. ↑  『滋賀県立高等学校再編計画の実施状況について』 12ページより。